# Sahara (album, Orphaned Land)
Sahara je první album izraelské kapely Orphaned Land.

## Seznam skladeb
1. „The Sahara's Storm“ – 7:59
2. „Blessed Be Thy Hate“ – 9:25
3. „Ornaments of Gold“ – 7:08
4. „Aldiar Al Mukadisa“ – 2:57
5. „Seasons Unite“ – 8:30
6. „The Beloved's Cry“ – 4:33
7. „My Requiem“ – 8:27
8. „Orphaned Land, The Storm Still Rages Inside...“ – 9:10

### Digipak bonusy
1. „Above You All“ – 4:57
2. „Pits of Despair“ – 4:20
3. „The Beloved's Cry (Martini remix - Hangis Han)“ – 10:05